# Richard Gilliland
Richard Gilliland (Fort Worth, 23 januari 1950 - Los Angeles, 18 maart 2021) was een Amerikaans acteur. Hij speelde de rol van Luitenant Nick Holden in de televisieserie Operation Petticoat.
Richard Gilliland was vanaf 1987 getrouwd met actrice Jean Smart. Samen hadden ze twee kinderen.

## Filmografie
- The Family Kovack (1974)
- Unwed Father (1974)
- Bug (1975)
- Stay Hungry (1976)
- The White Buffalo (1977)
- Airplane II: The Sequel (1982)
- A Day for Thanks on Walton's Mountain (1982)
- Mother's Day on Waltons Mountain (1982)
- A Wedding on Walton's Mountain (1982)
- The Night the Bridge Fell Down (1983)
- Embassy (1985)
- Challenge of a Lifetime (1985)
- Acceptable Risks (1986)
- Happy Hour (1987)
- Police Story: Monster Manor (1988)
- A Killing in a Small Town (1990)
- Escape (1990)
- Bad Attitudes (1991)
- Just My Imagination (1992)
- Not in My Family (1993)
- Take Me Home Again (1994)
- The West Side Waltz (1995)
- The Man Next Door (1996)
- Playing Dangerous 2 (1996)
- Dog Watch (video) (1996)
- Star Kid (1997)
- Two Voices (1997)
- Vampire Clan (2002)
- Home Room (2002)
- Kim Possible: A Sitch in Time (2003)
- Audrey's Rain (2003)
- The Powder Puff Principle (2006)

## Televisieseries
- Medical Center (1974)
- The Streets of San Francisco (1974)
- McMillan & Wife (1976-1977), 6 afleveringen
- The Blue Knight (1976)
- Operation Petticoat (1977-1978), 23 afleveringen
- Visions (1977)
- The Love Boat (1978-1985), 5 afleveringen
- Little Women (1978)
- Trapper John, M.D. (1979)
- Fantasy Island (1981 en 1983)
- The Waltons (1981), 2 afleveringen
- Just Our Luck (1983), 13 afleveringen
- St. Elsewhere (1985)
- Hotel (1985)
- Designing Women (1986-1991), 12 afleveringen
- Mary (1986)
- Valerie (1987)
- Night Court (1987)
- Hunter (1987)
- CBS Summer Playhouse (1988)
- Thirtysomething (1989-1990), 7 afleveringen
- Christine Cromwell (1989 en 1990)
- Heartland (1989), 10 afleveringen
- Heartbeat (1989)
- Matlock (1991, 1993 en 1995)
- Murder, She Wrote (1991 en 1993)
- Equal Justice (1991)
- Batman (1992)
- Davis Rules (1992)
- Jake and the Fatman (1992)
- Under Suspicion (1994)
- Winnetka Road (1994), 2 afleveringen
- Dark Skies (1996), 2 afleveringen
- Touched by an Angel (1996)
- Party of Five (1997-1998), 3 afleveringen
- Early Edition (1997)
- The Practice (1998)
- Brooklyn South (1998)
- Judging Amy (2000)
- Becker (2001)
- Joan of Arcadia (2003), 2 afleveringen
- Crossing Jordan (2004)
- 24 (2006)
- The Unit (2007)
- CSI: Crime Scene Investigation (2008)
- Dexter (2009)
- Desperate Housewives (2010), 2 afleveringen
- Torchwood (2011)